# وفاة آلان كردي
آلان كردي (2012 – 2 سبتمبر 2015) واشتهر في وسائل الإعلام باسم آلان الكردي نسبة إلى عرقيته الكردية. هو طفل سوري صغير لم يتجاوز الثالثة من العمر، مات غرقاً وصعقت صورتهُ على شاطئ تركي ضمير العالم، بعد أن وجده شرطي تركي، حيث كان برفقة والديه وأخيه فيما كانوا يحاولون الوصول إلى اليونان عبر قارب صغير انطلق من سواحل تركيا وهو محمل باللاجئين السوريين الهاربين من الحرب السورية وغرق في البحر بعد أن انزلق من يد والده عقب انقلاب القارب في عرض البحر المتوسط، وتوفي معه في الحادث والدته وأخوه في حادث مأساوي هز العالم أجمع وأعطى بعداً آخر لمعاناة اللاجئين في كل مكان. دفن آلان في 4 سبتمبر 2015، في مدينة عين العرب شمال سوريا. صدر لاحقا كتاب الصبي على الشاطئ الذي يوثق ما حدث مع آلان وعائلته ومن معه في القارب.

## نشاته
يُعتقد أن كردي وُلد في كوباني، سوريا. توفي عن عمر يناهز عامين وشهرين. صرّح صحفي سوري أن اسم عائلته كان شنو؛ بينما يُستخدم اسم "كردي" في تركيا نظرًا لأصولهم العرقية. بعد تنقلهم بين مدن مختلفة في شمال سوريا هربًا من الحرب الأهلية السورية وتنظيم داعش، استقرت عائلته في تركيا. عادت العائلة إلى كوباني في بداية عام 2015، لكنها عادت إلى تركيا مرة اخرى في يونيو 2015 عندما هاجم تنظيم داعش كوباني مجددًا. خلال هذه الفترة، رتّب والد كردي طريقًا غير شرعي إلى كوس.
كان أفراد عائلة كردي يأملون في الانضمام إلى أقاربهم في فانكوفر، كولومبيا البريطانية في كندا، بعد أن تقدمت عمته تيما كردي بطلب رعاية اللاجئين، لكن وزارة الجنسية والهجرة الكندية رفضت هذا الطلب بعد أن رفضت السلطات التركية منح أفراد الأسرة تأشيرة خروج. ووفقًا للوزارة، فقد رُفض طلب قدمه عم آلان، محمد، لأنه كان غير مكتمل، ولم يتم تلقي أي طلب من عبد الله كردي، والد آلان. وقال عبد الله كردي إن الحكومة الكندية رفضت طلبه للجوء وأنهم مسؤولون عن المأساة.

## الغرق
قالت تيما الكردي شقيقة عبد الله والد الطفل آلان أن شقيقها حاول مساعدة ولديه وزوجته على التنفس وتفادي الغرق بعد انقلاب مركبهم في بحر إيجة أثناء رحلتهم إلى أوروبا بهدف اللجوء، وقالت «عندما انقلب المركب، وبدأت الأمواج تدفعهم إلى الأسفل، كان يقبض على الطفلين بيديه» واستمرت في روايتها «أبلغني عبد الله أنه حاول بكل قوته دفعهم إلى أعلى ليتنفسوا وكانا يصرخان، بابا لا تمت».

## الدفن

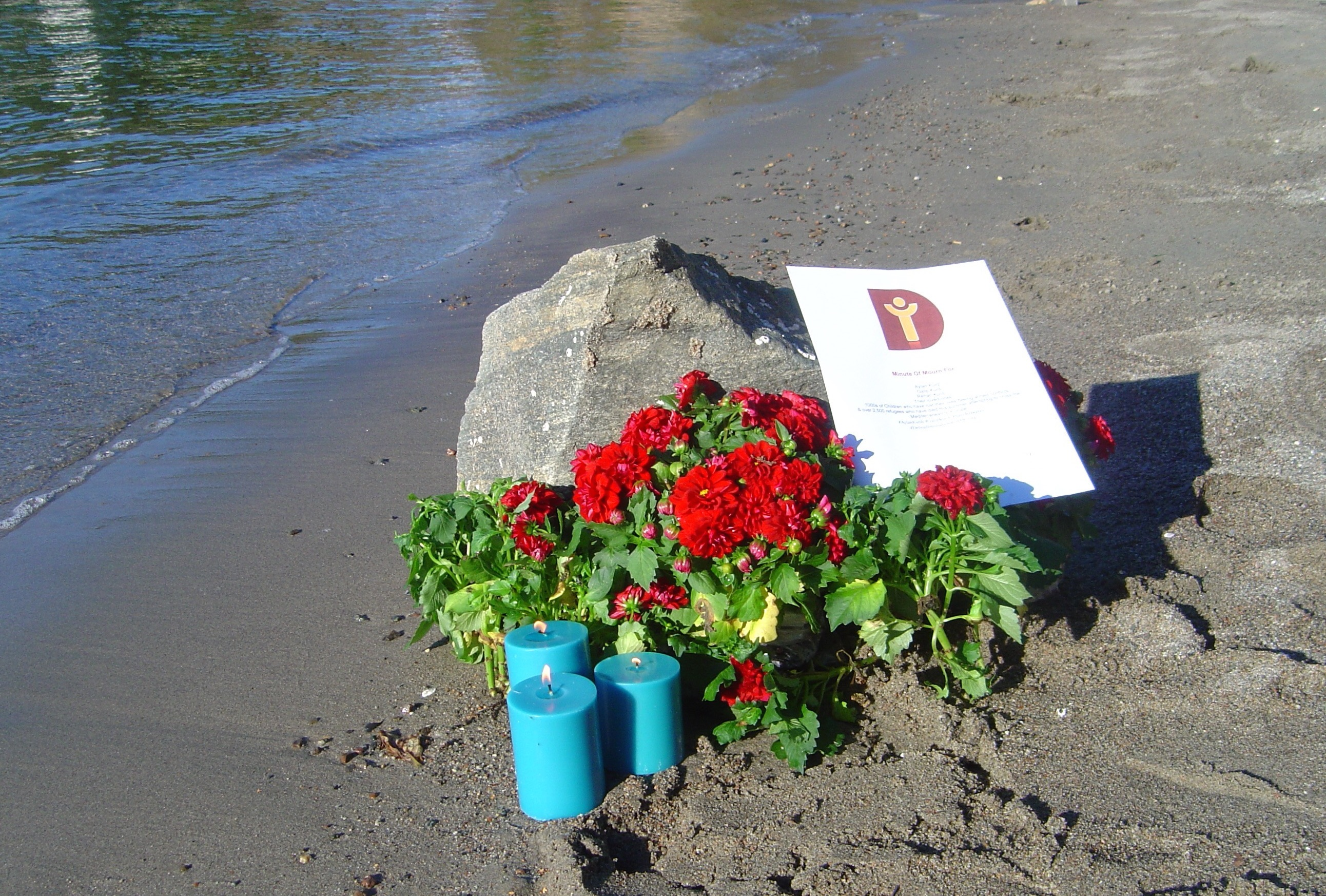
إحياء ذكرى آلان الكردي وغيرهم من اللاجئين في 4 سبتمبر 2015 من منظمة غير حكومية

شيع جثمان آلان مئات من السوريين في مدينة عين العرب الحدودية مع تركيا، ولقد كان عمر الطفل الغريق آلان ثلاثة سنوات بينما كان عمر شقيقه غالب خمس سنوات، أما والدتهما ريحانة فعمرها 28 عاماً، وشُيعت الجثامين إلى مقبرة الشهداء في المدينة التي هربوا منها بسبب ويلات الحرب.

## روابط خارجية
- والد آلان كردي يروي لبي بي سي معاناته بعد فقدانه عائلته
- تقرير حول وفاة الآن الكردي موقع نيويورك تايمز